# 赫拉省
赫拉省（英語：Hela Province）是巴布亚新几内亚的省份。省会是塔里。面积10,498平方公里，并有人口249,449人（2011年人口普查数字）。赫拉省正式成立于2012年5月17日，包括南高地省的先前三个区的部分。